# Fiumei-öböl
Félkövér szövegA Fiumei-öböl (horvátul: Riječki zaljev) egy tengeröböl Horvátországban, az Adriai-tenger északi részén, a Kvarner-öböl területén.

## Leírása
A Fiumei-öböl a Kvarner-öböl belső része, területe 450 km². A Šip-foktól (Brseč falunál) a Jablanac-fokig (Cres szigetének északi részén), majd a Cres-sziget partja mentén, a Grota-fokig (Cres), majd tovább a Krk szigetén levő Glavotok-fokig, ezután a Krk és Sveti Marko szigetének partjai mentén és a Kraljevicán található Oštro-fok között meghúzott képzeletbeli vonal által határolt területen fekszik. A nyílt tengerrel a Vela és a Srednja vrata nevű átjárók kötik össze.
Az öböl legnagyobb mélysége 67 m, partvonalának hossza 115 km, az árapály amplitúdója legfeljebb 0,8 m. Átlagos sótartalma 37,5 ‰, legkisebb a sótartalom a Bakari-öbölben, a Rječina torkolatánál és Abbázia partja mentén. A víz színe rendkívül kék, legnagyobb átlátszósága pedig 20 m (a Rječina torkolatánál 2 m). Az uralkodó szél a bóra (gyakran hurrikán erejű), amelyet a jugo és a misztrál követ. 
Partjai mentén számos üdülőhely található: Abbázia, Lovran, Mošćenička Draga, Ika, Ičići, Medveja, Kraljevica, valamint a Krk-szigeten Malinska, Njivice és Omišalj. A legjelentősebb kikötők: Fiume, Urinj (olajkikötő), Bakar (ömlesztett áru), Omišalj (olajkikötő, olajvezeték-terminál) és Kraljevica.

## Források

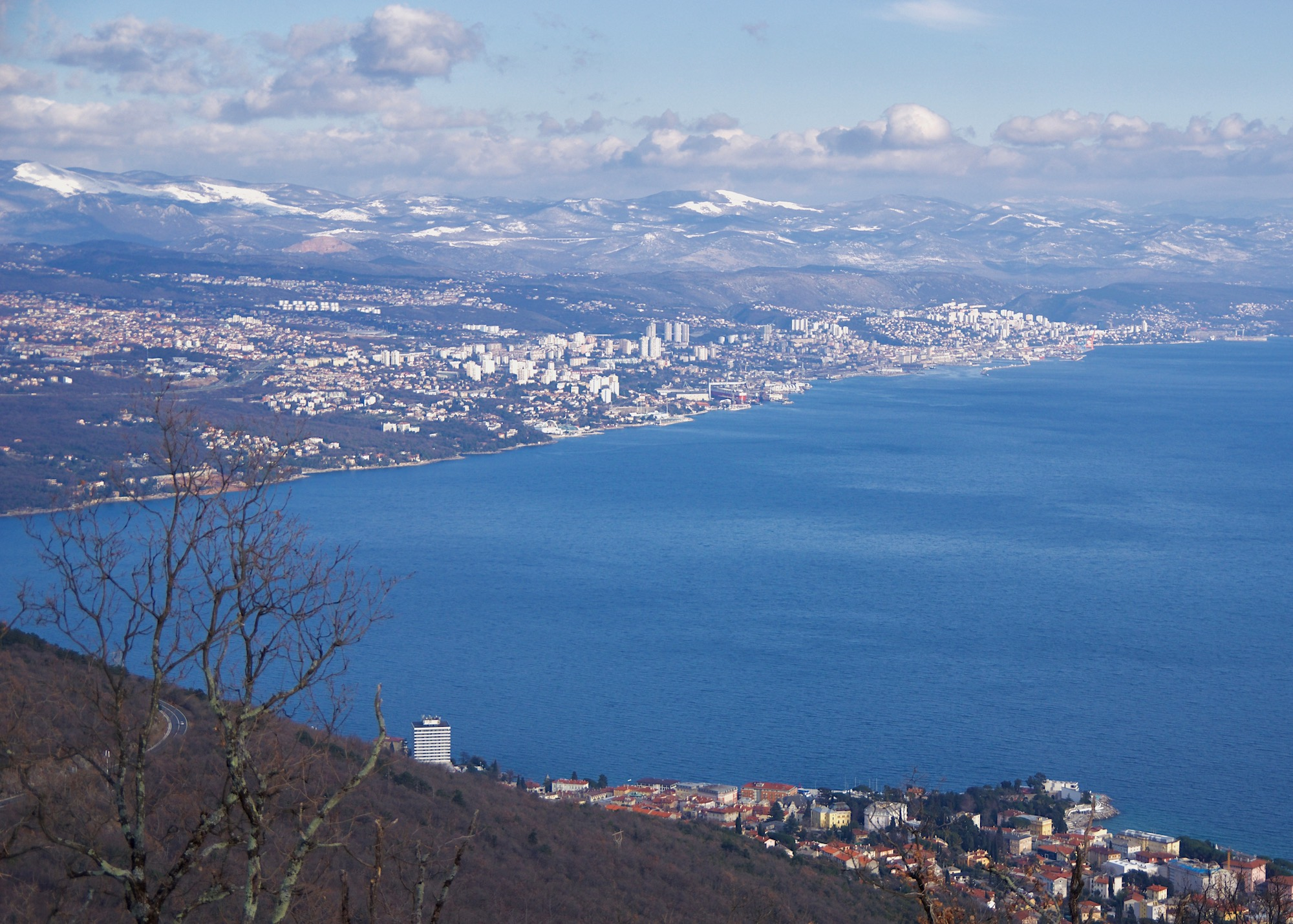
A Fiumei-öböl látképe az Učka-hegységről, előtérben Fiume városával, háttérben a Kapela-hegységgel